# سفيتلوفودسك
سفيتلوفودسك هي مدينة من مدن أوكرانيا. يبلغ عدد سكانها 46613 نسمة وذلك حسب إحصائيات سنة 2013. يبلغ ارتفاع المدينة عن سطح البحر قرابة 126 متر. تبلغ مساحتها 45 كم².

## توأمة
لسفيتلوفودسك اتفاقيات توأمة مع:
- كورستين

## أعلام
- يوري مالينشينكو